# カルヴィン神学校
カルヴィン神学校 (英語: Calvin Theological Seminary) は、アメリカ合衆国ミシガン州グランドラピッズにある、改革派教会の神学校。 

## 歴史
- 1876年 設立。

## 卒業生
- ルイス・ベルコフ 1873-1957, アメリカ合衆国の神学者。20世紀の北米キリスト改革派教会の組織神学者。
- ウィリアム・ヘンドリクセン 1900-1982, 北米の改革派教会を代表する聖書学者、神学者
- コーネリウス・ヴァン・ティル 1895-1987, アメリカ合衆国の神学者。改革派の代表的弁証学者
- 富井悠夫 1937-, 牧師、神学校教師。
- 市川康則 1950-, 千城台教会牧師。前日本カルヴィニスト協会会長、元日本福音主義神学会全国理事長、元日本福音主義神学会西部部会理事長
- 小林高徳 1956-2017, 東京基督教大学教授、学長
- 岩崎謙 1957- 日本キリスト改革派神港教会牧師 神戸改革派神学校説教学講師
- 吉田隆 1961- 甲子園教会牧師、神戸改革派神学校校長
- 岩田三枝子 東京基督教大学准教授
- デイビッド・サイツマ　David Sytsma 東京基督教大学 助教
- 望月信 鈴蘭台教会牧師
- 篠原基章 東京基督教大学准教授